# Ananteris bianchinii
Espèce
Ananteris bianchinii est une espèce de scorpions de la famille des Ananteridae.

## Distribution
Cette espèce est endémique du Maranhão au Brésil. Elle se rencontre vers le parc d'État de Mirador.

## Description
Le mâle holotype mesure 23,1 mm.

## Systématique et taxinomie
Cette espèce a été décrite par Lourenço, Aguiar-Neto et Limeira-de-Oliveira en 2009.

## Étymologie
Cette espèce est nommée en l'honneur de Mario Luciano Bianchini.

## Publication originale
- Lourenço, Aguiar-Neto & Limeira-de-Oliveira, 2009 : « A new species of Ananteris Thorell, 1891 (Scorpiones, Buthidae) from the State of Maranhao, Brazil. » Boletín de la Sociedad Entomológica Aragonesa, no 45, p. 91-94 (texte intégral).